# Novalucol
Novalucol är en sockerfri tuggtablett som neutraliserar magsyra och därmed ger en effekt vid tillfällig halsbränna och sura uppstötningar. Istället för socker är den sötad med sorbitol och xylitol. I och med detta minskar risken för tandköttsproblem och hål i tänderna. En Novalucol tablett binder ca 12,5 mmol saltsyra och innehåller två verksamma ämnen: kalciumkarbonat och magnesiumhydroxid. Novalucol-tabletter går även bra att dela och att svälja.

## Funktion
När magsaft tränger upp från magsäcken upp i matstrupen som ligger kvar där för länge och irriterar matstrupen, uppkommer halsbränna och sura uppstötningar. Detta därför att slemhinnan i matstrupen är känsligare än slemhinnan i magsäcken och därmed inte tål den starka magsaften fullt lika bra. Gruppen läkemedel som neutraliserar magsaften kallas för antacida, till denna grupp hör Novalucol.
Är man överkänslig för något av det verksamma ämnena eller något av det övriga innehållsämnena ska man inte använda Novalucol. Har man dåliga njurar bör man tala med läkare innan man använder läkemedlet. Novalucol går bra att använda då man är gravid. Novalucol påverkar inte fostret och kan därför tryggt användas under graviditeten. Novalucol går även bra att använda när man ammar då den inte passerar över i modersmjölken. Barn bör inte använda tabletten om det inte är rekommenderat av läkare. Laktosintoleranter kan använda tabletten då den är laktosfri. Då Novalucol innehåller kalcium- och magnesiumföreningar som syrabindande ämnen medför kombinationen av kalcium och magnesium att effekten varar i cirka en halvtimme. Den syrabindande effekten av tuggtabletten kommer efter ett par minuter.

## Långtidsanvändning
Långtidsanvändning av höga doser Novalucol kan leda till följande symtom: illamående, kräkning, buksmärtor, förstoppning, ökad törst, muskelvärk och trötthet. I väldigt sällsynta fall kan det även leda till förvirring.

## Innehåll
Verksamma ämnen: Kalciumkarbonat motsvarar 180,4 mg kalcium och magnesiumhydroxid motsvarande 43,7 mg magnesium. Övriga innehållsämnen: sötningsmedel (sorbitol 94 mg, mannitol 138 mg och xylitol 163 mg), makrogoler, magnesiumstearat, pepparmintessens.